# Alphonse Goetz
Alphonse Goetz (né le 15 mars 1865 à Strasbourg ; mort le 12 juillet 1934 à Chaumont-en-Vexin) est un joueur d'échecs et un philologue français. Il remporta l'ancêtre du Championnat de France d'échecs en 1914. 

## Biographie et carrière
Alphonse Goetz est né à Strasbourg. Après la Guerre franco-allemande de 1870, il s'installa à Paris en 1890. Il était spécialiste des langues romanes et germaniques.
Aux échecs, Il remporta le tournoi du café de la Régence en 1890, devant Jean Taubenhaus, Stanislaus Sittenfeld, Albert Clerc et Jules Arnous de Rivière, puis en 1892, devant David Janowski. En 1896, il finit deuxième derrière Janowski. En 1914, il remporta le championnat de France amateur.
Goetz pouvait jouer jusqu'à douze parties simultanées à l'aveugle.

## Publications
Goetz collabora aux revues : La Stratégie et Les cahiers de l'échiquier français sous le pseudonyme de  A. Geoffroy-Dausay. 
Il écrivit des articles pour les revues : Les échecs et la presse en 1917, et reprit certains de ces articles pour L’Eco degli Scacchi
Il publia en 1921 :
- Cours d'échecs, Exposé de l'évolution du jeu et de la pratique actuelle des maîtres, Librairie Chapelot, Paris, 1921.

## La revueCinéma du jeu des échecs
Goetz édita en 1922, pendant un an, une revue : Cinéma du jeu des Échecs qui présentait des parties avec un diagramme pour chaque coup.